# Орфей і Еврідіка

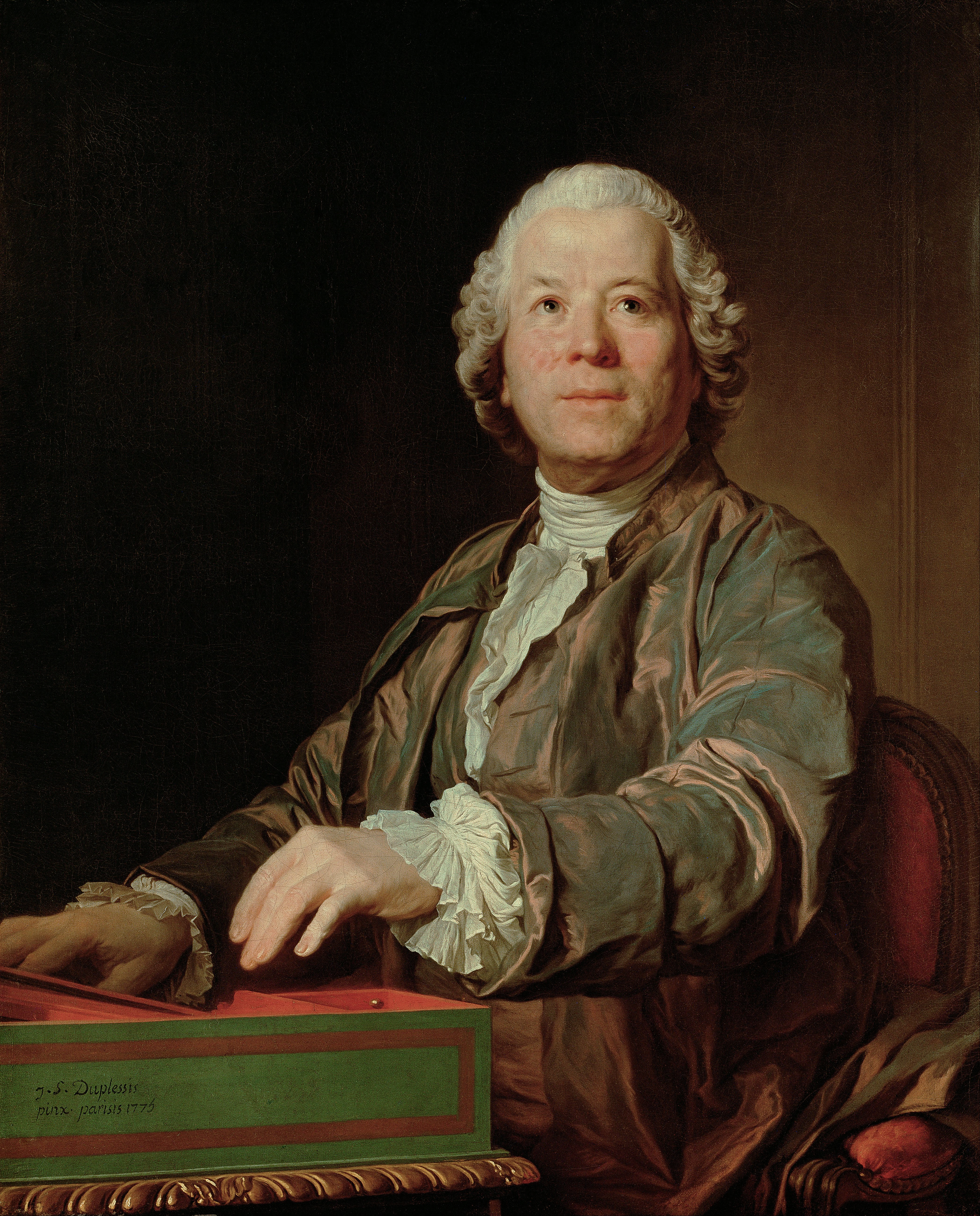
К. В. Глюк

«Орфе́й і Евріді́ка» (італ. Orfeo ed Euridice) — опера на 3 дії німецького композитора Крістофа Віллібальда Глюка, написана на лібрето Раньєрі де Кальцабіджі. Сюжет опери спирається на міф про Орфея та Еврідіку. Прем'єра відбулася в 1762 році у Відні, а 1774 року був опублікований переглянутий варіант французькою мовою (лібретист — П'єр-Луї Молін).

## Дійові особи
| Роль     | Голос                  | Прем'єра італійської версії 5 жовтня 1762 | Прем'єра французької версії 2 серпня 1774 |
| -------- | ---------------------- | ----------------------------------------- | ----------------------------------------- |
| Орфей    | Альт тенор або сопрано | Ґаетано Ґуадані                           | Жозеф Леґро                               |
| Амур     | Сопрано                | Маріанна Б'янкі                           | Софі Арну                                 |
| Еврідіка | Сопрано                | Люсія Клаверо                             | Розалі Левассер                           |

Пастухи, пастушки, німфи, фурії, демони

## Лібрето

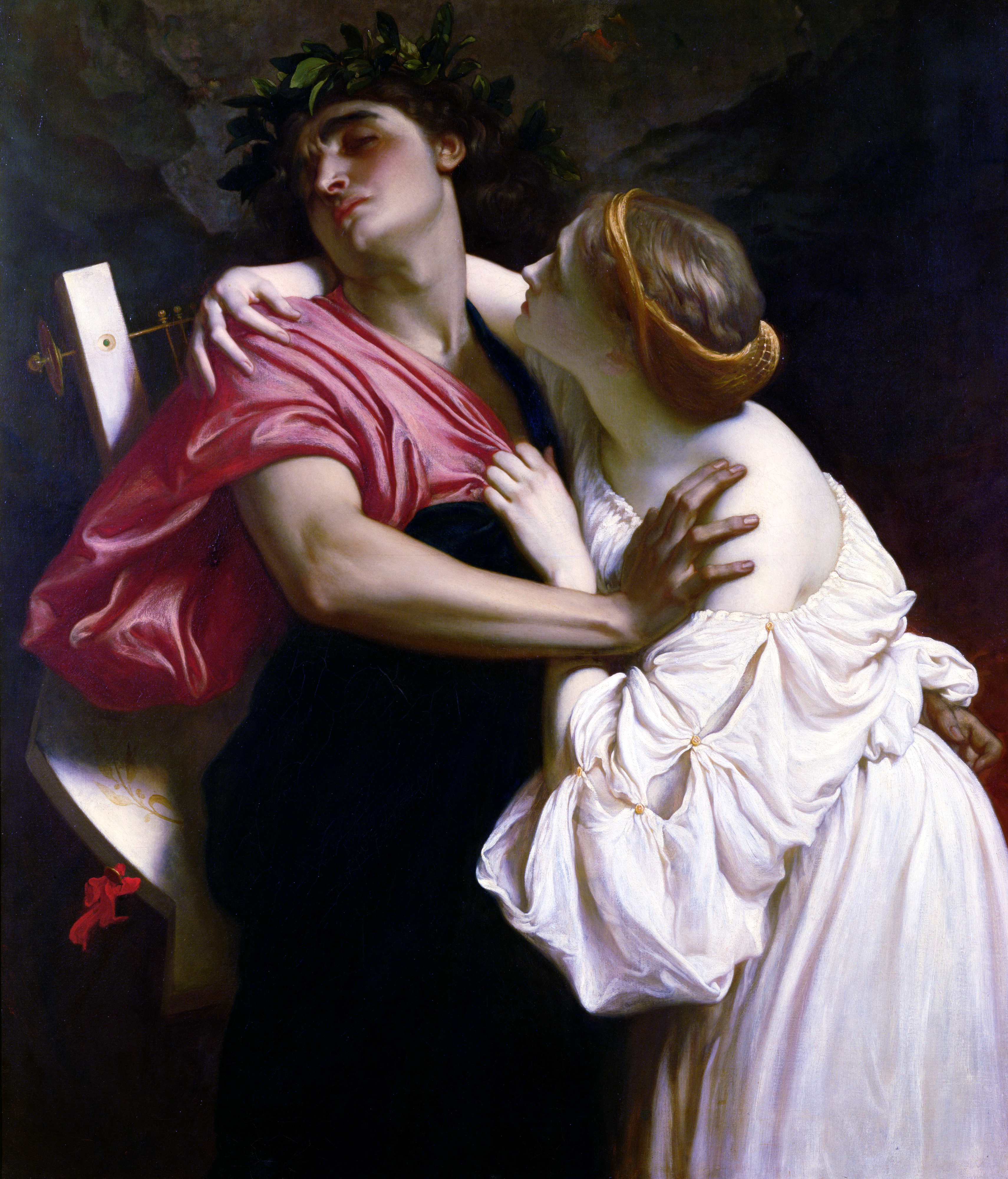
Орфей і Еврідіка (1864, автор: Фредерік Лейтон)

### Дія I
Орфей оплакує смерть своєї дружини в оливковому гаю на її могилі, куди приходять також німфи й пастухи, щоб віддати їй належне. Зворушений Зевс дає співакові через Амура дозвіл, щоб він вирушив у пекло, і приніс його дружину назад у світ живих. На зворотному шляху Орфею, до виходу з підземелля, однак, не буде дозволено дивитися на Еврідіку.

### Дія II
Орфей стає біля воріт пекла, і його музика заспокоює гнів фурій. Кохану жінку Орфей зустрічає на Єлисейських полях.

### Дія III
Повертаючись до землі, Орфей дотримується умови Зевса, однак його непокоїть Еврідіка, яка не тільки сумнівається в любові чоловіка, але починає слабшати. Орфей обертається і в цей момент втрачає її знову. Коли у відчаї Орфей пробує покінчити з собою, його зупиняє Амур, і, на відміну від міфу, але відповідно до тенденцій часів Глюка, повертає до життя дружину Орфея.

## Про оперу
Опера Ґлюка характеризується диференціацією речитативів, відмовою від арій da capo і підвищенням ролі оркестру. Характер музики тут безпосередньо залежить від змісту, в той час як хор та балет інтегровані в план дій. Міф про Орфея був представлений в опері багаторазово, зокрема до цього сюжету звертався Клаудіо Монтеверді, але опера Глюка залишилась найвідомішою. Музику з опери цитував у своїй опереті «Орфей у Пеклі» композитор Жак Оффенбах.

## Український переклад
Українською мовою лібрето опери переклав Євген Дроб'язко у 1956 році.